# Municipio de Alpine (Misuri)
El municipio de Alpine (en inglés: Alpine Township) es un municipio ubicado en el condado de Stone en el estado estadounidense de Misuri. En el año 2010 tenía una población de 686 habitantes y una densidad poblacional de 10,85 personas por km².

## Geografía
El municipio de Alpine se encuentra ubicado en las coordenadas 36°37′15″N 93°31′50″O / 36.62083, -93.53056. Según la Oficina del Censo de los Estados Unidos, el municipio tiene una superficie total de 63.24 km², de la cual 43,26 km² corresponden a tierra firme y (31,6 %) 19,98 km² es agua.

## Demografía
Según el censo de 2010, había 686 personas residiendo en el municipio de Alpine. La densidad de población era de 10,85 hab./km². De los 686 habitantes, el municipio de Alpine estaba compuesto por el 97,08 % blancos, el 1,46 % eran amerindios, el 0,44 % eran asiáticos, el 0,29 % eran de otras razas y el 0,73 % eran de una mezcla de razas. Del total de la población el 2,04 % eran hispanos o latinos de cualquier raza.